# Han Gan

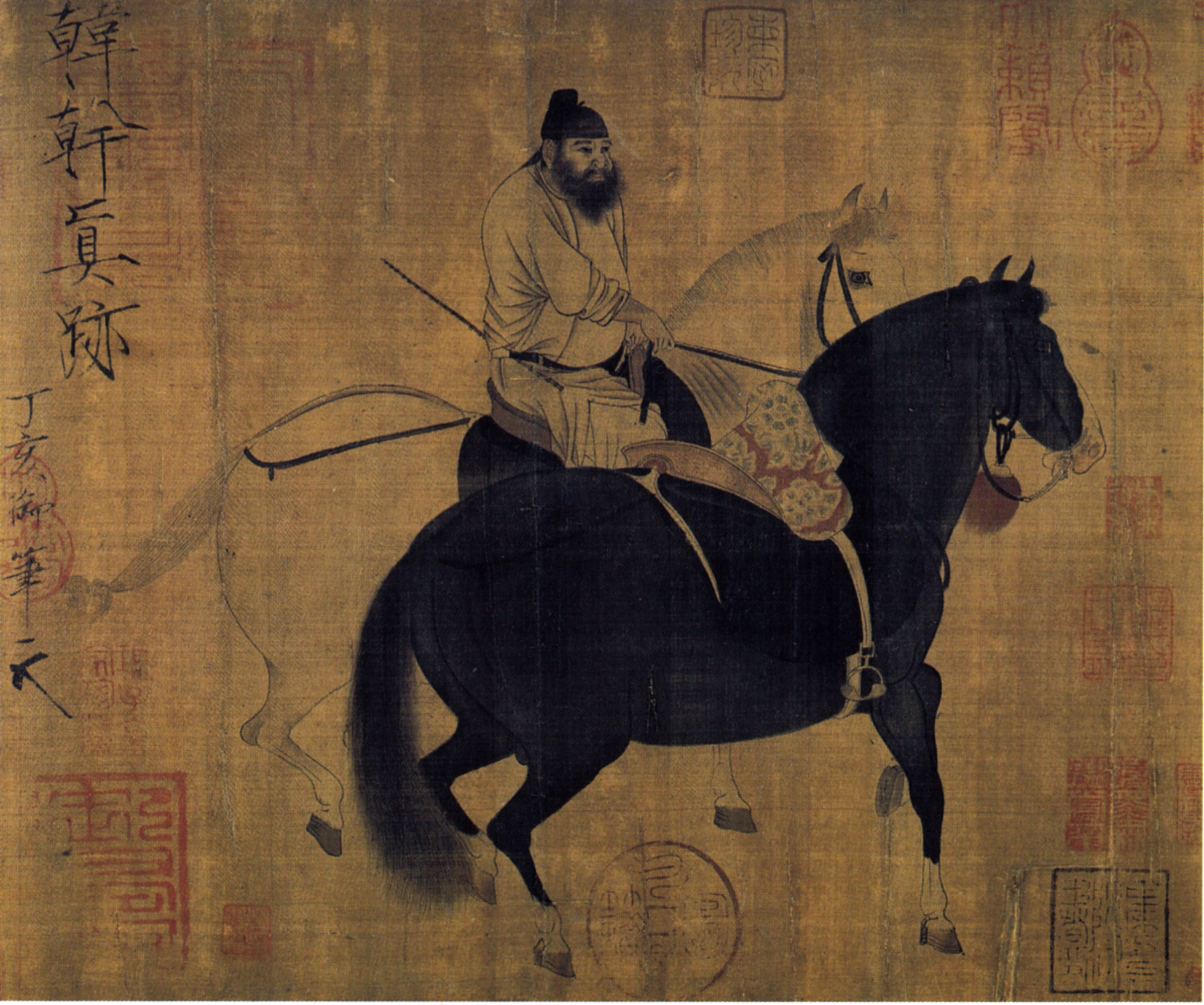
Retrato de caballo de Han Gan

Han Gan (en chino:韓幹/韩干) (c. 706-783) fue un pintor de la dinastía Tang.
Provenía de una familia pobre, ya sea en Chang'an (hoy día Xi'an), Shaanxi; Lantian, hoy en día Shaanxi, o Dalian (hoy  Kaifeng), provincia de Henan. De joven, Han Gan fue reconocido por Wang Wei, un destacado poeta que le patrocinó en el aprendizaje de las artes. Después de sus estudios, Han se convirtió en un pintor de la corte Tang.
Pintó muchos retratos y pinturas de tema budista durante su carrera, sin embargo, es más recordado por sus pinturas de caballos. Tuvo la reputación de ser capaz de retratar no sólo el cuerpo físico del caballo, sino también su espíritu. Su reputación aumentó y superó a la de sus maestros. 